# 959

## Decese
- 1 octombrie: Edwig cel Frumos, rege al Angliei (n. 941)
- 9 noiembrie: Constantin al VII-lea Porfirogenet, împărat bizantin (913-959), (n. 905)